# Carriacou
Carriacou, toponimo indoamericano derivato da Karyouacou, è un'isola del Mar dei Caraibi.

## Geografia
È la più grande per estensione territoriale e la più popolata nella parte di arcipelago delle Grenadine sotto la sovranità territoriale di Grenada, e si trova a nord dell'isola madre.
È sede di due centri abitati di una certa importanza per Grenada: Hillsborough e Bogles.